# فولکلور ریاضی
بین ریاضی‌دانان فولکلور ریاضی (انگلیسی: Mathematical folklore) اشاره به مجموعه‌ای از قضایا، تعاریف، اثبات‌ها، یا روش‌هایی دارد که بین ریاضی‌دانان به صورت شفاهی مبادله می‌شده‌است و در کتاب‌ها و ژورنال‌های علمی به چاپ نرسیده‌است.
همچنین عبارت فولکلور ریاضی گاهی به داستان‌ها، لطیفه‌ها و حکایات رایج بین عوام و ریاضی‌دانان در مورد ریاضیات اشاره دارد. از جملهٔ این داستان‌ها می‌توان به کشف نظریهٔ گرانش در اثر سقوط سیب روی سر آیزاک نیوتن یا اثبات  قضیه آخر فرما اشاره کرد.